# 婺江路駅
婺江路駅（ぶこうろえき）は、中華人民共和国浙江省杭州市上城区婺江路と秋濤路の交差点に位置する杭州地下鉄1号線の駅である。

## 歴史
工事時の仮駅名は「秋濤路駅」であった。
- 2003年12月26日：着工、杭州地下鉄で最初に工事が開始された駅であるとされる[1][2]。
- 2012年11月24日：開業[3]。

## 駅構造
島式ホーム1面2線を有する地下駅。駅の近江方には上下線をつなぐ片渡り線が設置されている。

### のりば
| 路線    | 方向 | 行先                                                  |
| ------- | ---- | ----------------------------------------------------- |
| ■ 1号線 | 下り | 湘湖方面                                              |
| ■ 1号線 | 上り | 城站・武林広場・火車東站・客運中心・ 蕭山国際機場方面 |

（出典：杭港地下鉄:内部空间示意图）

## 駅周辺
- 尚築金座
- 婺江家園
- 婺江路二弄
- 東鉄ビル
- 望江家園

## 隣の駅
杭州地下鉄
■ 1号線
近江駅 - 婺江路駅 - 城站駅